# Phyllanthus moi
Phyllanthus moi är en emblikaväxtart som beskrevs av Ping Tao Li. Phyllanthus moi ingår i släktet Phyllanthus och familjen emblikaväxter. Inga underarter finns listade i Catalogue of Life.